# 施塔特施泰纳赫
施塔特施泰纳赫是德国巴伐利亚州的一个市镇。总面积39.79平方公里，总人口3295人，其中男性1598人，女性1697人（2011年12月31日），人口密度83人/平方公里。